# Lake Gordon
Lake Gordon är en sjö i Australien. Den ligger i delstaten Tasmanien, i den sydöstra delen av landet, omkring 93 kilometer väster om delstatshuvudstaden Hobart. Lake Gordon ligger 296 meter över havet. Arean är 272 kvadratkilometer. Den sträcker sig 26,0 kilometer i nord-sydlig riktning, och 28,7 kilometer i öst-västlig riktning.
Trakten runt Lake Gordon är nära nog obefolkad, med mindre än två invånare per kvadratkilometer. Genomsnittlig årsnederbörd är 1 573 millimeter. Den regnigaste månaden är september, med i genomsnitt 197 mm nederbörd, och den torraste är februari, med 62 mm nederbörd.